# Eufidonia discospilata
Eufidonia discospilata är en fjärilsart som beskrevs av Walker 1862. Eufidonia discospilata ingår i släktet Eufidonia och familjen mätare. Inga underarter finns listade i Catalogue of Life.